# Aéroport international Harry-Reid de Las Vegas
L'aéroport international Harry-Reid de Las Vegas (en anglais : Harry-Reid International Airport), plus simplement aéroport de Las Vegas (code IATA : LAS • code OACI : KLAS), est un aéroport américain desservant la ville de Las Vegas, dans l'État du Nevada aux États-Unis. Principal aéroport du comté de Clark, il est situé à proximité du Las Vegas Strip, à 8 km au sud de Las Vegas, sur le territoire de la ville de Paradise. 24e aéroport mondial, avec près de 42 millions de passagers qui en font usage en 2013, il est également le neuvième aéroport nord-américain.
Administré par le département de l'Aviation du comté de Clark, l'aéroport international Harry-Reid est une plate-forme de correspondance secondaire pour Allegiant Air, Frontier Airlines, Southwest Airlines, Spirit Airlines et Sun Country Airlines.

## Histoire

Carte de l'aéroport.

Établi en 1942 comme Alamo Airport sur le présent site de l'aéroport, ce n'est qu'en 1948 que le comté de Clark l'achète. Il est renommé la même année en l'honneur du sénateur des États-Unis pour le Nevada Pat McCarran, membre du Parti démocrate. À cette époque, Western Airlines, Trans World Airlines et United Airlines desservent l'aéroport. Le plus long vol sans atterrissage entre 4 décembre 1958 et le 7 février 1959 à bord d'un Cessna 172 a lieu depuis cet aéroport.
De plus de un million de passagers en 1960, il passe à plus dix millions en 1980, à plus de dix-neuf millions en 1990 et de plus trente six millions en 2000.
En 2021, l'aéroport est renommé en hommage au sénateur Harry Reid.
Il est présent dans le film 2012 ; il se fait détruire par un tremblement de terre. Il apparaît aussi dans le jeu vidéo Grand Theft Auto: San Andreas sous le nom de Las Venturas Airport et dans le jeu vidéo Fallout: New Vegas sous le nom de Camp McCarran.

## Situation

### Carte des 30 principaux aéroports américains
| \| 500 km1:17 479 000 \| Atlanta Los Angeles Chicago · O'Hare Chicago · Midway Dallas · Fort Worth New York · JFK Newark · Liberty New York-LaGuardia Denver San Francisco Charlotte Las Vegas Phoenix Miami Houston Seattle Orlando Minneapolis · Saint-Paul Boston Détroit Philadelphie Fort Lauderdale · Hollywood Baltimore Washington · R. Reagan Washington · Dulles Salt Lake City San Diego Honolulu Tampa Portland |
| 500 km1:17 479 000 |

## Statistiques
Le graphique qui aurait dû être présenté ici ne peut pas être affiché car il utilise l'ancienne extension Graph, désactivée pour des questions de sécurité. Des indications pour créer un nouveau graphique avec la nouvelle extension Chart sont disponibles ici.

Voir la requête brute et les sources sur Wikidata.

## Compagnies et destinations
| Compagnies           | Destinations | Refs   |
| -------------------- | --- | ------ |
| Aer Lingus           | En saison : Dublin |        |
| Aeroméxico           | Mexico-B. Juárez | [ 8 ]  |
| Aeroméxico Connect   | Monterrey-M. Escobedo | [ 8 ]  |
| Air Canada Rouge     | Calgary, Edmonton, Montréal (P.-E.-Trudeau), Toronto (Pearson), Vancouver | [ 9 ]  |
| Alaska Airlines      | Everett, Los Angeles, Portland, San Francisco, Seattle-Tacoma | [ 10 ] |
| Allegiant Air        | - Albuquerque, - Appleton-Outagamie, - Austin-Bergstrom, - Saint-Louis MidAmerica, - Bellingham, - Billings Logan, - Bismarck, - Boise, - Bozeman Yellowstone (en), - Cedar Rapids, - Greater Rockford (en), - Cincinnati-Northern Kentucky, - Des Moines, - El Paso, - Eugène, - Fargo-Hector, - Nord-ouest de l'Arkansas, - Fresno Yosemite, - Grand Forks, - Grand Island, - Grand Junction (en), - Grand Rapids-G. R. Ford, - Great Falls, - Idaho Falls (en), - Indianapolis, - Kalispell (en), - Knoxville-McGhee Tyson (en), - Laredo (en), - Louisville-Standiford Field, - Miller (en), - Medford (Oregon), - Memphis, - Minot, - Missoula, - Monterey (Californie), - Moline (Quad-City) (en), - Oakland, - Oklahoma City (Will Rogers-World), - Omaha-Eppley, - Greater Peoria (en), - Phoenix-Mesa-Gateway, - Rapid City, - Redmond (Roberts Field) (en) , - Reno-Tahoe, - San Antonio, - Santa Maria, CA (en), - Aérodrome de Shreveport (en), - Sioux Falls, - South Bend (Indiana) (en), - Springfield–Branson (en), - Stockton (en), - Tri-Cities (Washington) (en), - Tulsa, - Wichita En saison : - Los Angeles, - Montrose (en) | [ 12 ] |
| American Airlines    | Charlotte-Douglas, Chicago-O'Hare, Dallas-Fort Worth, Los Angeles, Miami, New York-John F. Kennedy, Philadelphie, Phoenix-Sky Harbor, Washington-Reagan | [ 13 ] |
| British Airways      | Londres-Gatwick, Londres-Heathrow | [ 14 ] |
| Condor               | Francfort | [ 15 ] |
| Contour Airlines     | Page (en), San Luis Obispo (en) , Santa Barbara (en) | [ 17 ] |
| Copa Airlines        | Panama-Tocumen | [ 18 ] |
| Delta Air Lines      | Atlanta H.-Jackson, Boston Logan, Cincinnati-Northern Kentucky, Détroit, Los Angeles, Minneapolis-Saint-Paul, New York-John F. Kennedy, Salt Lake City, Seattle-Tacoma En saison : Raleigh-Durham | [ 19 ] |
| Delta Connection     | Long Beach , Los Angeles, Santa Ana-J. Wayne, Salt Lake City, San Diego, San José (Californie) | [ 19 ] |
| Edelweiss Air        | En saison : Zurich | [ 21 ] |
| El Al                | Tel Aviv - Ben Gourion | [ 22 ] |
| Eurowings            | Düsseldorf, Francfort |        |
| Flair Airlines       | En saison : Edmonton, Winnipeg (J. A. Richardson) | [ 23 ] |
| Frontier Airlines    | - Atlanta H.-Jackson, - Austin-Bergstrom, - Cancún, - Charlotte-Douglas , - Chicago-O'Hare, - Cincinnati-Northern Kentucky, - Cleveland-Hopkins, - Colorado Springs, - Dallas-Fort Worth, - Denver, - Détroit, - Greenville-Spartanburg, - Houston-George Bush, - Indianapolis, - Islip (Long Island Mac Arthur), - Jacksonville, - Los Angeles , - Madison (comté de Dane), - Miami , - Milwaukee-General Mitchell, - Nashville, - Norfolk, - Omaha-Eppley, - Santa Ana-J. Wayne , - Orlando, - Phoenix-Sky Harbor , - Philadelphie, - Portland , - Raleigh-Durham, - Reno-Tahoe , - Sacramento, - Salt Lake City, - San Antonio, - San Diego, - San Francisco, - San José (Californie), - Los Cabos, - Seattle-Tacoma , - Spokane, - Lambert-Saint Louis, - Tampa, - Washington-Dulles En saison :Fort Myers | [ 26 ] |
| Hainan Airlines      | Pékin-Capitale | [ 27 ] |
| Hawaiian Airlines    | Honolulu | [ 28 ] |
| Interjet             | Guadalajara-M. Hidalgo y Costilla, Mexico-B. Juárez, Monterrey-M. Escobedo | [ 29 ] |
| JetBlue              | Boston Logan, Fort Lauderdale-Hollywood, Long Beach, New York-John F. Kennedy | [ 30 ] |
| JetSuiteX            | Charter : Burbank-Hollywood, Buchanan, Phoenix-Sky Harbor , Oakland, Santa Ana-J. Wayne | [ 32 ] |
| KLM                  | Amsterdam | [ 33 ] |
| Korean Air           | Séoul-Incheon | [ 34 ] |
| Southwest Airlines   | - Albuquerque, - Amarillo-Rick Husband (en), - Atlanta H.-Jackson, - Austin-Bergstrom, - Baltimore-T. Marshall, - Birmingham-Shuttlesworth, - Boise, - Buffalo-Niagara, - Burbank-Hollywood, - Chicago-Midway, - Cleveland-Hopkins, - John Glenn Columbus, - Dallas-Love Field, - Denver, - Des Moines, - Détroit, - El Paso, - Fort Lauderdale-Hollywood, - Houston-W. P. Hobby, - Indianapolis, - Kansas City, - Little Rock-Clinton, - Long Beach, - Los Angeles, - Louisville-Standiford Field, - Lubbock Preston Smith (en), - Midland, - Milwaukee-General Mitchell, - Nashville, - La Nouvelle-Orléans-L. Armstrong, - Oakland, - Oklahoma City (Will Rogers-World), - Omaha-Eppley, - Ontario, - Santa Ana-J. Wayne, - Orlando, - Phoenix-Sky Harbor, - Pittsburgh, - Portland, - Raleigh-Durham, - Reno-Tahoe, - Sacramento, - Lambert-Saint Louis, - Salt Lake City, - San Antonio, - San Diego, - San Francisco, - San José (Californie), - Seattle-Tacoma, - Spokane, - Tampa, - Tucson, - Tulsa, - Wichita En saison : - Albany, - Minneapolis-Saint-Paul, - Philadelphie                                                             | "      |
| Spirit Airlines      | - Atlanta H.-Jackson, - Austin-Bergstrom, - Baltimore-T. Marshall, - Boston Logan, - Burbank-Hollywood, - Chicago-O'Hare, - Cleveland-Hopkins, - John Glenn Columbus, - Dallas-Fort Worth, - Denver, - Détroit, - Fort Lauderdale-Hollywood, - Houston-George Bush, - Indianapolis, - Kansas City, - Los Angeles, - Minneapolis-Saint-Paul, - Nashville , - Newark-Liberty, - La Nouvelle-Orléans-L. Armstrong, - Oakland, - Orlando, - Philadelphie, - Pittsburgh, - Portland, - Sacramento, - San Diego, - Seattle-Tacoma, - Tampa | [ 37 ] |
| Sun Country Airlines | Dallas-Fort Worth, Minneapolis-Saint-Paul, Portland En saison : Anchorage-T.-Stevens, Los Angeles , Phoenix-Sky Harbor , Providence-T. F. Green , Puerto Vallarta, Redmond (Roberts Field) (en) , Lambert-Saint Louis , San Antonio , Los Cabos | [ 40 ] |
| United Airlines      | Chicago-O'Hare, Denver, Houston-George Bush, Los Angeles, Newark-Liberty, San Francisco, Washington-Dulles | [ 41 ] |
| United Express       | Los Angeles, San Francisco | [ 41 ] |
| Virgin Atlantic      | Londres-Heathrow En saison : Manchester | "      |
| VivaAerobus          | Mexico-B. Juárez En saison : Monterrey-M. Escobedo | "      |
| Volaris              | Guadalajara-M. Hidalgo y Costilla, Mexico-B. Juárez | [ 44 ] |
| WestJet              | Calgary, Edmonton, Toronto (Pearson), Vancouver, Winnipeg (J. A. Richardson) En saison : Régina, Saskatoon | [ 45 ] |

Édité le 10/07/2019

## Galerie

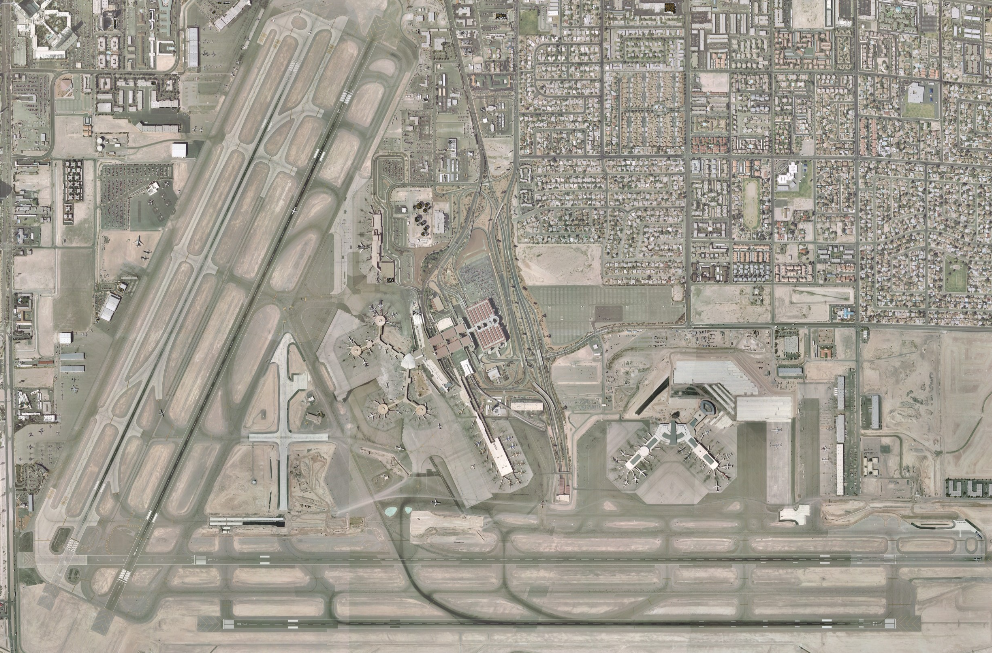
Vue satellite de LAS.
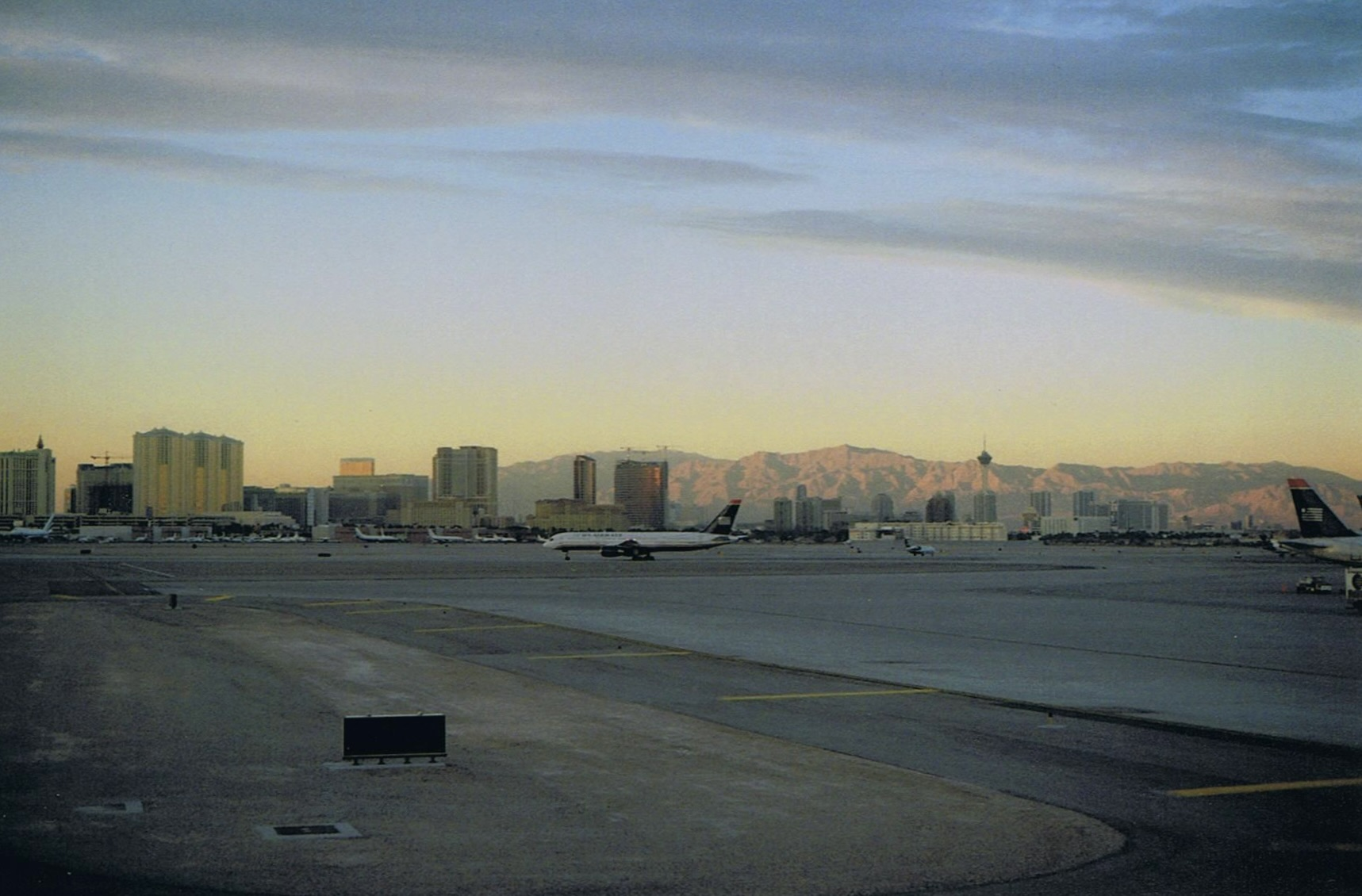
US Airways sur la piste à LAS.
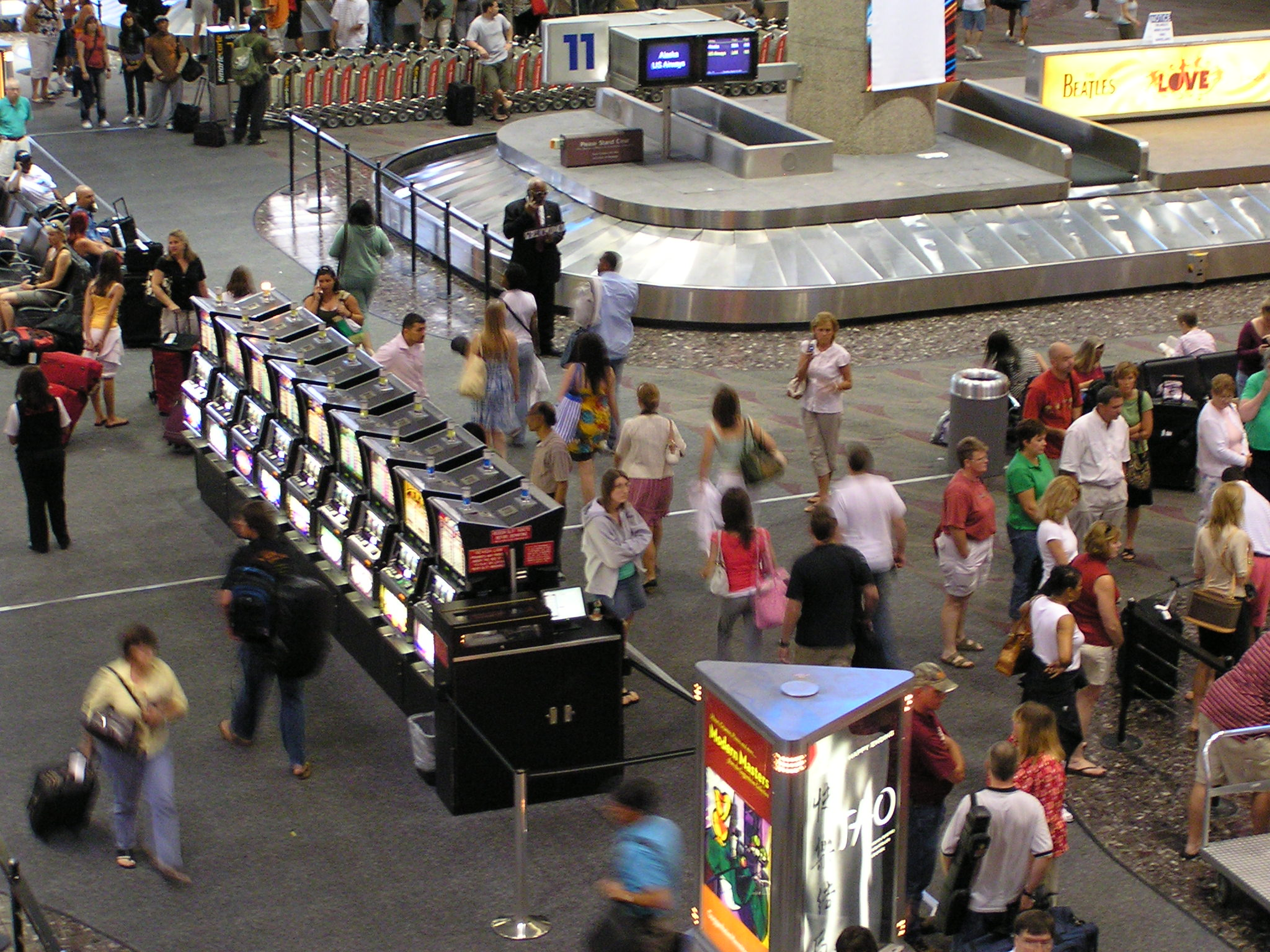
Machines à sous à LAS.
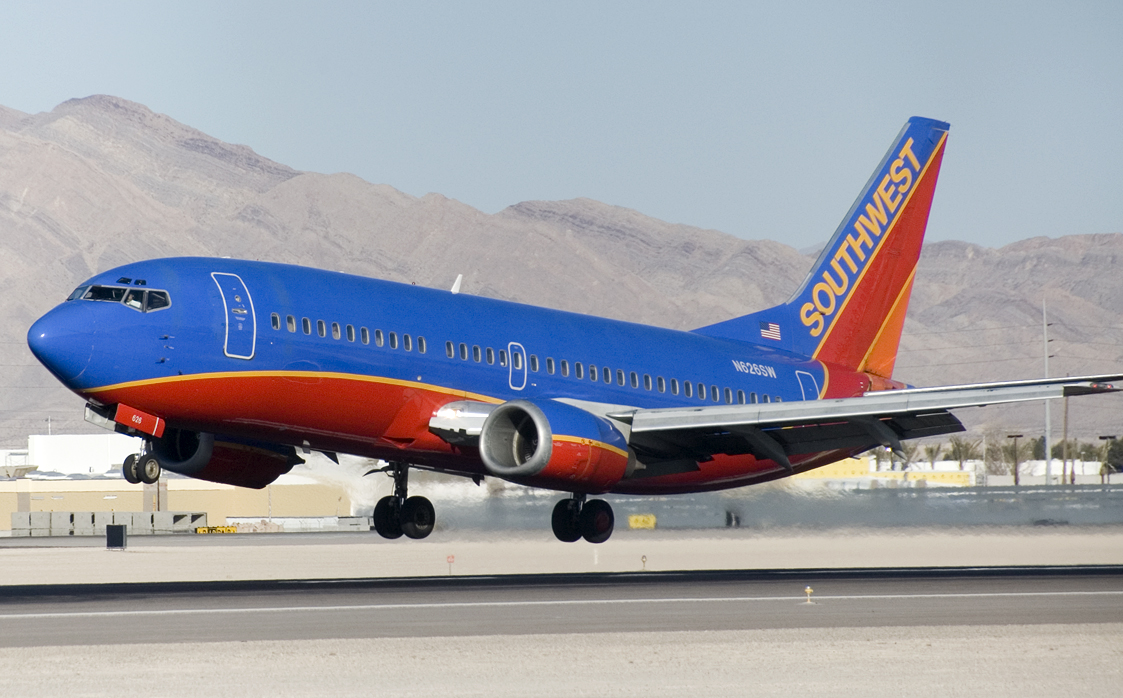
Boeing 737 de Southwest Airlines à LAS.
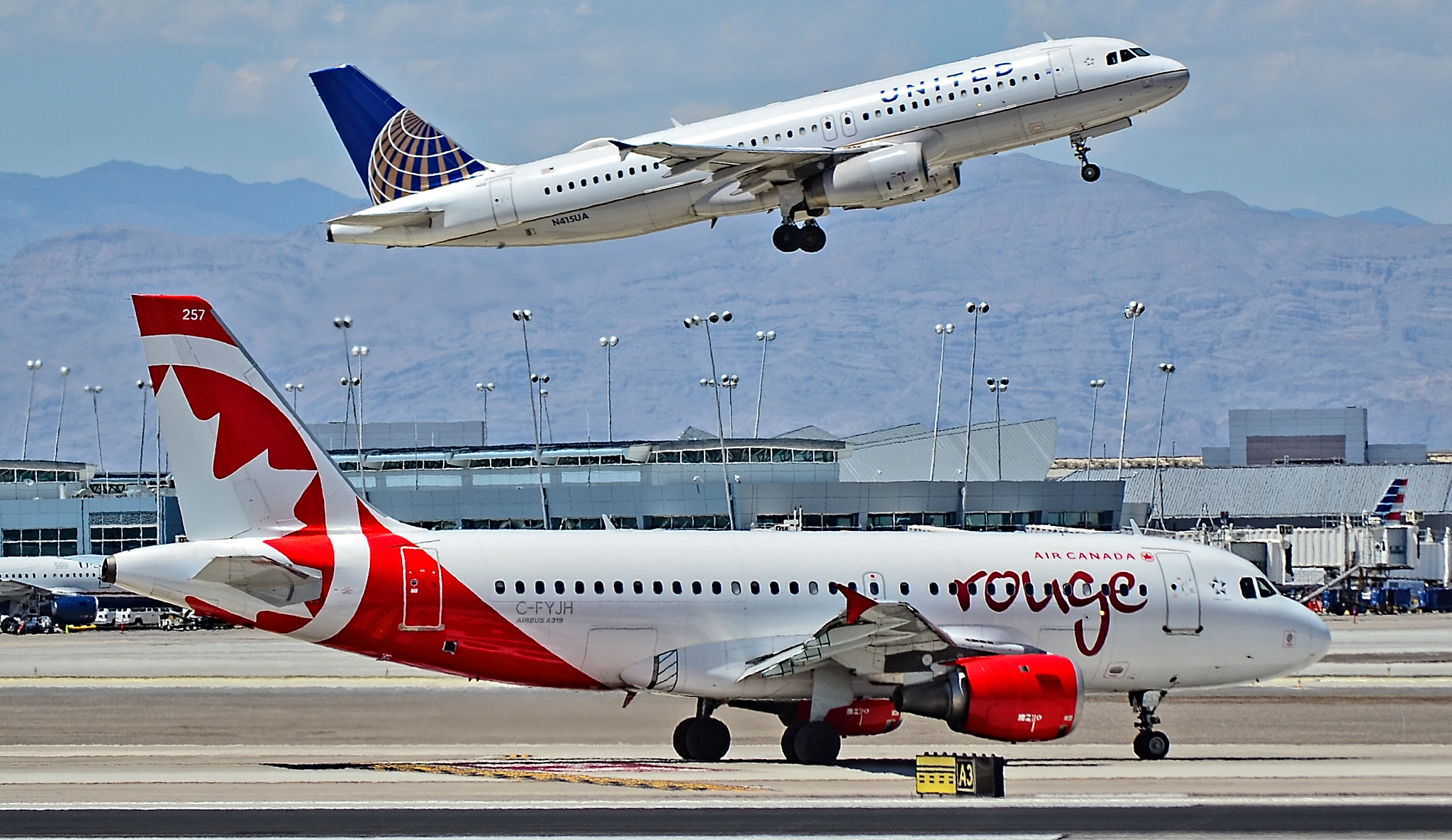
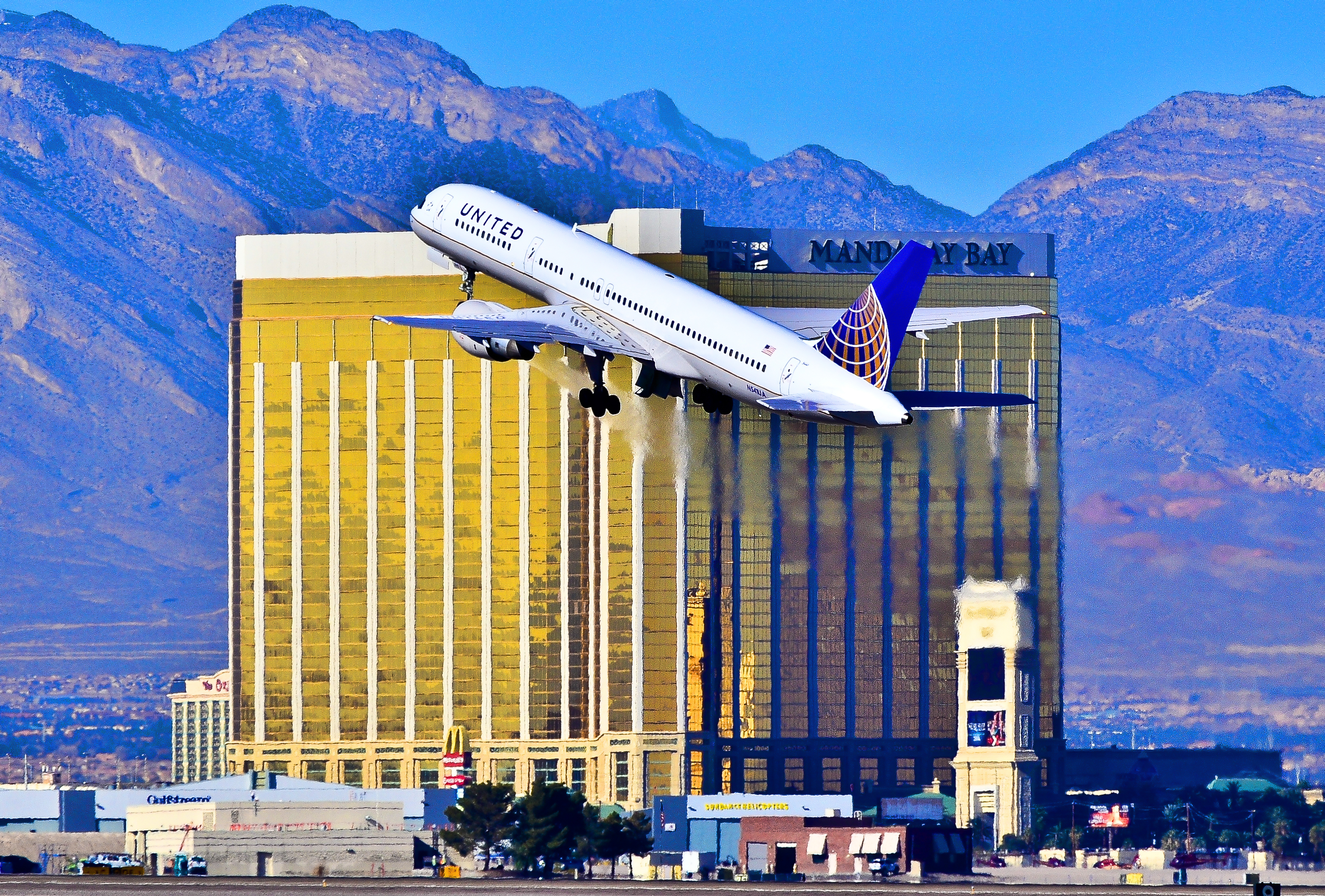